# Lasoog
Een lasoog, fotokeratitis, sneeuwblindheid of caecitas nivalis is een vorm van hoornvliesontsteking ontstaan door blootstelling van het oog aan ultraviolette stralen, in Nederland of Vlaanderen meestal door lassen zonder beschermingsmasker, maar ook wel door te lang onder een hoogtezon te zitten zonder bescherming en in het gebergte of in poolgebieden door te lang in de zon over sneeuw te kijken. De buitenste laag (epitheel) van het doorzichtige deel van het oog (cornea) wordt door de ultraviolette straling beschadigd.
Aan het oog is door de onderzoeker opvallend weinig te zien behalve dat het oogwit soms wat rood gekleurd is door vaatverwijding maar het voelt pijnlijk tot zeer pijnlijk aan en de patiënt verdraagt licht meestal slecht. De ogen voelen aan alsof ze weinig vocht bevatten, zodat ieder knipperen met de oogleden het oog "schuurt" en daardoor pijn doet. Zelfs het bewegen van de oogbol om de kijkrichting te veranderen kan pijnlijk zijn.
Lasoog geneest vanzelf in een à twee dagen. Eventueel kan eenmalig een pijnstillende oogdruppel gegeven worden. Omdat dit de genezing eerder vertraagt dan bevordert moet het bij eenmaal blijven. De patiënt kan verder pijnstillers gebruiken en zal het liefst met een (eventueel vochtige) doek over de ogen in het donker willen liggen.